# 黑木奈奈
黑木奈奈（1982年11月12日—2015年9月19日）是日本女性新聞播報員，所屬經紀公司為cent. Force。畢業於上智大學外國語學院法語專業，曾赴法國格勒諾布爾政治學院留學。於2015年9月（32歲）因胃癌病逝。

## 生平
小学時代黑木就以當電視播音員為理想。大學選擇了女主播輩出的上智大学，在外国語学院法語系學習，並赴法國格勒諾布爾政治學院留學一年。畢業後，作為記者，於2006年4月考入毎日放送集團。職與願違，故於2007年退社。通過海選，於2007年4月開始擔任每日放送所屬的“TBS新聞鳥”（ニュースバード）的主播，並進入株式會社Cast Plus事務所。2010年3月退社，8月移籍至事務所株式會社cent. Force。2014年3月31日就任“国際報道2014”主播。
2014年7月27日，黑木在一次聚會中因胃部疼痛昏倒，被送往醫院，被診斷為胃穿孔。住院十日後，於8月18日恢復工作。8月27日得知胃部出現惡性腫瘤，28日開始中斷工作。9月10日，對外公開病情。9月19日進行手術。10月5日出院。
2015年1月4日復出，主持NHK BS1“国際報道2015”特別節目。3月26日，自傳《把未來交給未來的我 31歲身患胃癌的新聞女主播》（未来のことは未来の私にまかせよう 31歳で胃がんになったニュースキャスター）由文藝春秋出版。3月30日正式回歸工作，擔任每週星期一“国際報道2015”的主播。7月27日因身體狀況惡化再度停止工作。2015年9月19日下午2時55分逝世，享年32歲。法名「釋光蓮」。

## 著作
- 日本《未来のことは未来の私にまかせよう 31歳で胃がんになったニュースキャスター》,文藝春秋,2015.3.26  ISBN=978-4-16-390238-8 
  -  中华人民共和国《把未來交給未來的我 31歲身患胃癌的新聞女主播》,毛丹青譯,中譯出版社,2016.8  ISBN=978-7-5001-4891-3

## 外部連結
- 毛丹青 《把未来交给未来的我》代译序以及译后记[永久]（简体中文）
- セント・フォース｜追悼 黒木奈々（页面存档备份，存于）（日語）
- 国際報道2016 番組紹介 NHK BS1（日語）
- 国際報道2016 追悼・黒木奈々さん NHK BS1（页面存档备份，存于）（日語）